# Welsh Guards

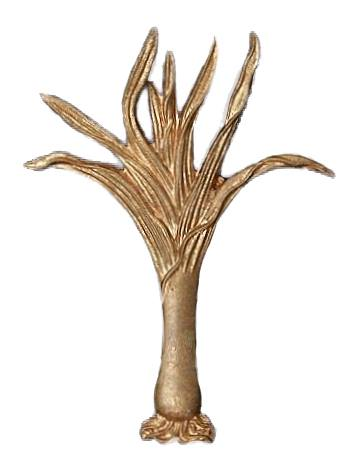
Das Regimentsabzeichen der Welsh Guards zeigt das walisische Nationalsymbol: eine Lauchstange.

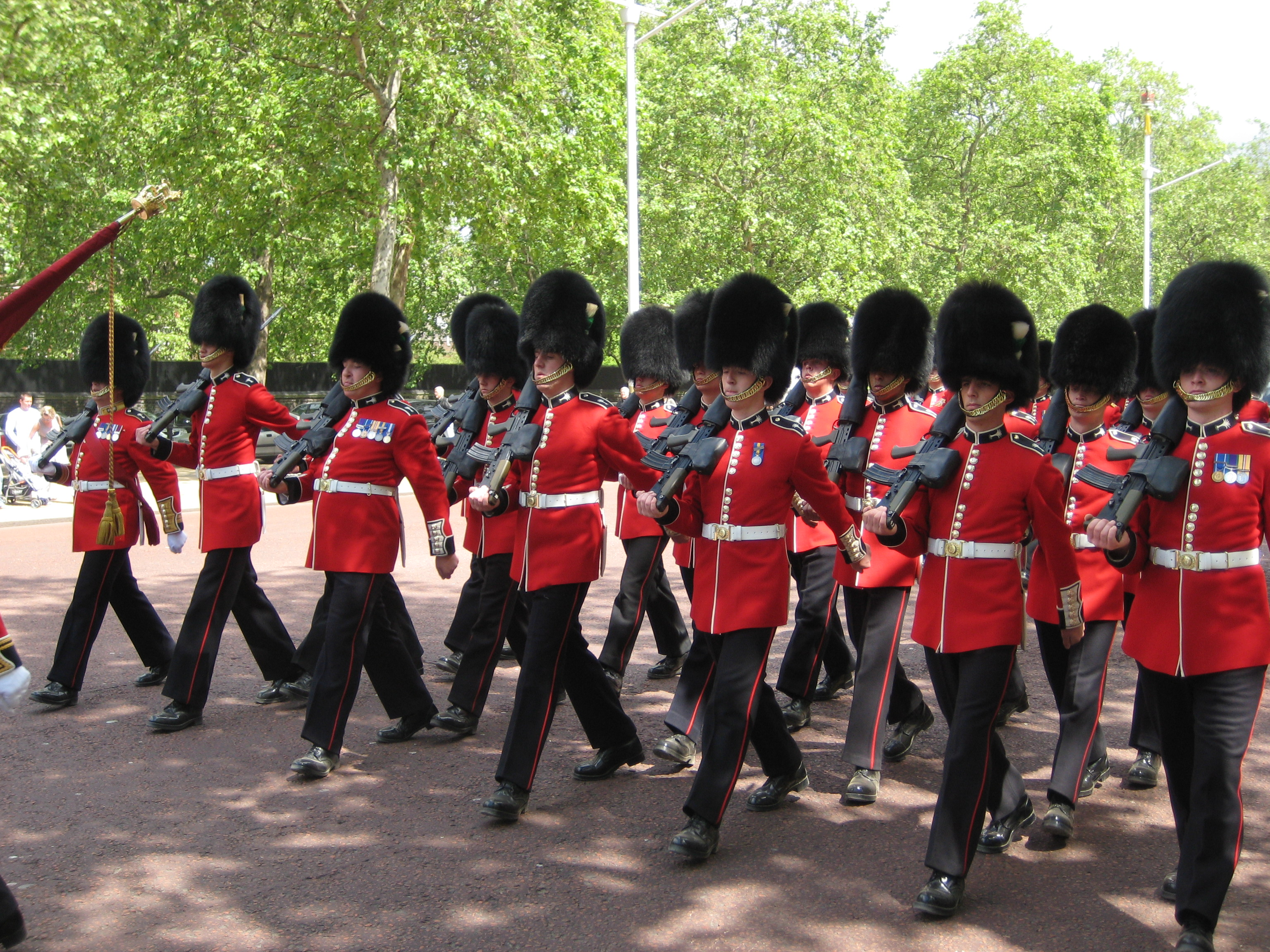
Eine Abteilung der Welsh Guards auf dem Weg zum Wachwechsel im Buckingham Palace

Die Welsh Guards (deutsch Waliser Garde; walisisch Gwarchodlu Cymreig) sind ein Garde-Infanterieregiment der britischen Armee und Teil derGarde-Division (Guards Division). Es gehört zu den fünf Leibregimentern von König Charles III.

## Geschichte
Die Welsh Guards sind das jüngste der Garderegimenter der britischen Armee. Sie wurden am 26. Februar 1915 auf Anregung des Kriegsministers Earl Kitchener durch Erlass von König Georg V. gegründet. Als fünftälteste Fußgarde kann man sie unter anderem daran erkennen, dass die Knöpfe ihrer Paradeuniformen in Fünfer-Gruppen angeordnet sind.
Das Regiment bestand zunächst aus einem regulären Bataillon und einem Reservebataillon, das 1919 aufgelöst wurde. Kurz nach seiner Aufstellung und nur wenige Monate nach Beginn des Ersten Weltkriegs stand die neue Einheit erstmals am 1. März, dem St. David’s Day, zum ersten Mal vor dem Buckingham Palace Wache, und wurde an die Westfront nach Frankreich verschifft, wo es bis Kriegsende eingesetzt wurde.
In der Zwischenkriegszeit nahm das Regiment größtenteils zeremonielle Aufgaben in London wahr, war aber auch 1929 in Kairo und ab April 1939 in Gibraltar stationiert. Nach Ausbruch des Zweiten Weltkriegs diente das 1. Bataillon des Regiments 1939/40 mit dem Britischen Expeditionskorps in Frankreich und Belgien. Das im Mai 1939 aufgestellte 2. Bataillon schloss sich ihnen im Mai 1940 in Frankreich an und beteiligte sich an der Verteidigung von Boulogne. Die Reste beider Bataillone wurden im Juni 1940 aus Dünkirchen evakuiert. Zurück in Großbritannien bildeten das 1. und 2. Bataillon einen Teil der Guards Armoured Division, wobei das 1. Bataillon als Infanterie- und das 2. Bataillon als Panzereinheit diente. Die beiden Bataillone landeten im Juni 1944 in der Normandie (Operation Overlord) und kämpften sich durch Nordfrankreich, Belgien und die Niederlande. Gemeinsam waren sie die ersten alliierten Truppen, die im September 1944 Brüssel einnahmen. Im Oktober 1941 war ein 3. Bataillon aufgestellt worden. Dieses kämpfte von 1943 bis 1945 mit der Eighth Army in Nordafrika und Italien und war bei Kriegsende bis an die Etsch in der Po-Ebene vorgestoßen. 1946 wurde das 3., 1947 das 2. Bataillon wieder aufgelöst.
In den folgenden drei Jahrzehnten diente das 1. Bataillon von 1947 bis 1948 im Mandatsgebiet Palästina, von 1950 bis 1952 in Westdeutschland bei der Britischen Rheinarmee, von 1953 bis 1956 in der ägyptischen Suezkanalzone, 1965 in Aden und von 1976 bis 1977 auf Zypern. In den 1970er Jahren wurde es in Nordirland eingesetzt.
Während des Falklandkriegs erreichte das Regiment 1982 an Bord des Hilfsschiffs Sir Galahad die Falklandinseln. Dieses wurde am 8. Juni beim Versuch der Anlandung bombardiert und schwer beschädigt. 32 Soldaten der Welsh Guards kamen dabei ums Leben. Dennoch spielte die Einheit weiterhin eine wichtige Rolle bei der Rückeroberung der Inseln.
In den 1980er und 1990er Jahren kehrte das Regiment regelmäßig nach Deutschland und Nordirland zurück. 2002 und 2006/07 waren die Welsh Guards in Bosnien im Rahmen friedenserhaltender Aufgaben im Einsatz. 2003 und 2004/05 wurde das Regiment im Rahmen der Operation Telic von 2003 bis 2011 in den Irak entsandt und diente 2009 in der Provinz Helmand in Afghanistan. 2018 kehrte das Regiment nach Afghanistan zurück, wo es die afghanischen Sicherheitskräfte in Kabul beriet.
Ein gewöhnlicher Soldat der Welsh Guards wird Guardsman genannt (während er in regulären Einheiten Private heißt), eine Auszeichnung, die König Georg V. nach dem Ersten Weltkrieg einführte.
Das Regiment wird als leichte Infanterie eingesetzt und dient außerdem als Wachregiment. Es nimmt regelmäßig an wichtigen protokollarischen Ereignissen in Großbritannien teil, z. B. an Trooping the Colour und Remembrance Sunday.

## Colonels
Colonel-in-Chief des Regiments waren:
- 1915–1936: König Georg V.
- 1936: König Eduard VIII.
- 1936–1952: König Georg VI.
- 1952–2022: Königin Elisabeth II.
- seit 2022: König Charles III.

Colonel of the Regiment waren:
- 1919–1936: General Edward, Prince of Wales
- 1937–1942: Colonel William Murray Threipland[1]
- 1942–1953: Brigadier Alexander Hore-Ruthven, 1. Earl of Gowrie
- 1953–1975: Field Marshal Prince Philip, Duke of Edinburgh[2]
- 1975–2022: Field Marshal Charles, Prince of Wales
- seit 2022: Colonel William, Prince of Wales

## Battle Honours
Dem Regiment wurden folgende Battle Honours verliehen (englische Originalbezeichnungen), von denen die fettgedruckten auf der Regimentsfahne gezeigt werden:
- Erster Weltkrieg: Loos, Somme 1916 ’18, Ginchy, Flers-Courcelette, Morval, Ypres 1917, Pilckem, Poelcappelle, Passchendaele, Cambrai 1917 ’18, Bapaume 1918, Arras 1918, Albert 1918, Drocourt-Quéant, Hindenburg Line, Havrincourt, Canal du Nord, Selle, Sambre, France and Flanders 1915–18.
- Zweiter Weltkrieg: Defence of Arras, Boulogne 1940, St Omer-La Bassée, Bourguébus Ridge, Cagny, Mont Pincon, Brussels, Hechtel, Nederrijn, Rhineland, Lingen, North-West Europe 1940 ’44–45, Fondouk, Djebel el Rhorab, Tunis, Hammam Lif, North Africa 1943, Monte Ornito, Liri Valley, Monte Piccolo, Capture of Perugia, Arezzo, Advance to Florence, Gothic Line, Battaglia, Italy 1944–45.
- Falkland Islands 1982.

## Erkennungszeichen
Auf Distanz sind die Uniformen der verschiedenen Garderegimenter nicht zu unterscheiden. Jedoch gibt es gewisse Unterscheidungsmerkmale:
- Die Welsh Garde trägt an der linken Seite ihrer Bärenfellmütze eine weiß-grün-weiße Feder.
- Am Kragen tragen sie eine Lauchstange, das Symbol von St. David und Wales.
- Zehn Knöpfe verteilt zu jeweils 5 und unterbrechender Pause (von oben: 5,0,5) befinden sich über dem Gürtel.
- An der Mütze der normalen Dienstuniform tragen die Soldaten ein schwarzes Band.